# Benedicte Mundele
Benedicte Mundele Kuvuna (1993) és una emprenedora d'aliments frescos de la República Democràtica del Congo.
Va assistir a l'Institut Elynd de Kinshasa i al Lycée Technique et Professionnel de Kimbondo. Va impulsar la Fundació Kuvuna amb 16 anys. És fundadora i gerenta de Surprise Tropical, un menjador establert l'any 2012 que serveix aliments sans i àpats per emportar en els suburbis de Kinshasa. El negoci promou un estil de vida sa amb productes de proximitat en la seva comunitat i s'ha estès arreu de la ciutat. El 2014 va ser finalista del Premi Anzisha. Al 2019 va ser llistada entre les 100 Dones de la BBC.